# 関市立保戸島小学校
関市立保戸島学校 （せきしりつ ほとしましょうがっこう）は、かつて岐阜県関市に存在した公立小学校。

## 概要
- 校区は戸田・保明・側島であり、旧・山県郡保戸島村の小学校であった。1963年、千疋小学校、小金田小学校と統合し、金竜小学校の新設により廃校。
- 校舎は1964年まで金竜小学校保戸島教室として使用された。

## 沿革
- 1873年（明治6年） - 山県郡石原村の訓蒙舎の支校として、側島村に進得舎が開校。
- 1878年（明治11年） - 下金田村の一部（保明組）が日新舎から進得舎に移る。
- 1879年（明治12年） - 校舎を新築。高山小学校から独立し、保戸島小学校に改称する。
- 1886年（明治19年） - 下金田村の一部（保明組）が保戸島学校から弘道学校に移る。側島簡易科小学校に改称する。
- 1887年（明治20年） - 側島尋常小学校に改称する。
- 1891年（明治24年）
  - 10月28日 - 濃尾地震により校舎が倒壊。
  - 12月 - 仮校舎が完成し、授業を再開。
- 1890年（明治27年） - 新校舎が完成。
- 1897年（明治30年）4月1日 - 山県郡戸田村と側島村、武儀郡小金田村字保明組、稲葉郡芥見村字島崎が合併し、山県郡保戸島村が発足。同時に保戸島尋常小学校に改称する。
- 1902年（明治35年） - 農業補習学校を併設する。
- 1920年（大正9年） - 保戸島尋常高等小学校に改称する。
- 1941年（昭和16年）4月1日 - 保戸島国民学校に改称する。
- 1947年（昭和22年）4月1日 - 保戸島村立保戸島小学校に改称する。
- 1950年（昭和25年）8月10日 - 保戸島村が武儀郡小金田村に編入される。同時に小金田村立保戸島小学校に改称する。
- 1955年（昭和30年）1月10日 - 小金田村が関市に編入される。同時に関市立保戸島小学校に改称する。
- 1963年（昭和38年）3月 - 千疋小学校、小金田小学校と統合し、金竜小学校の新設により廃校。校舎は金竜小学校保戸島教室となる。
- 1964年（昭和39年）3月 - 保戸島教室を廃止。